# SMS Kaiser (1911)
El SMS Kaiser fue el líder de la clase Kaiser de acorazados de la Kaiserliche Marine (marina imperial alemana) en la Primera Guerra Mundial. Kaiser era el título del monarca del Imperio alemán, y deriva de la palabra latina Caesar (César). Equivaldría en español a Emperador.

## Historial

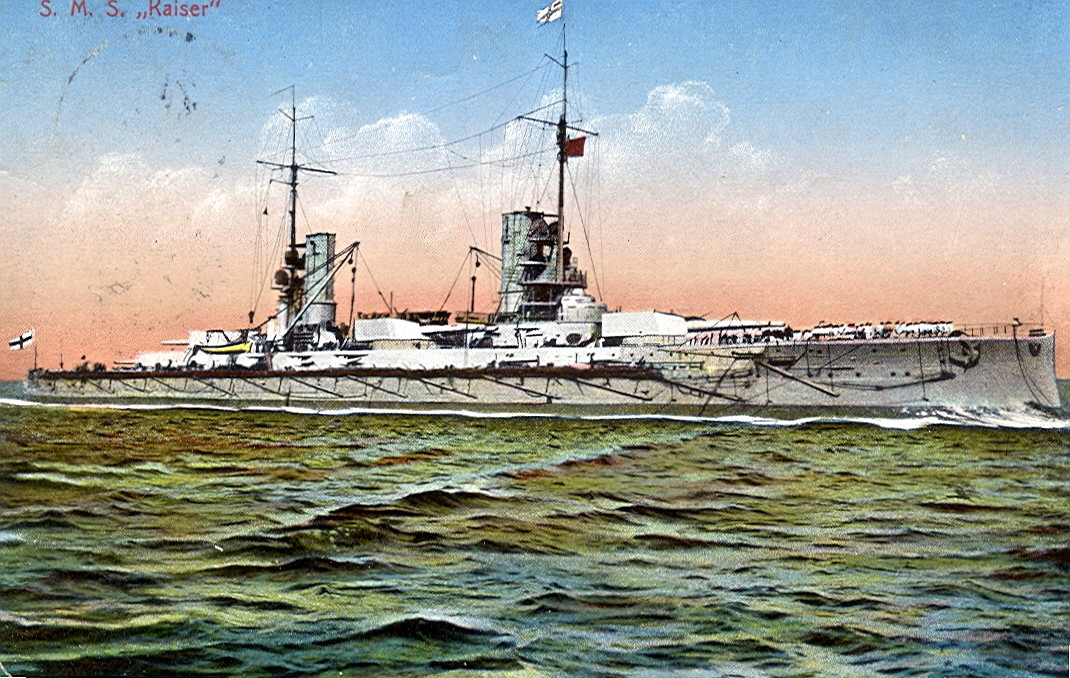
El SMS Kaiser en una postal.

Fue construido en los astilleros Kaiserliche Werft Kiel de Kiel, botado el 22 de marzo de 1911 y dado de alta en la Kaiserliche Marine el 1 de agosto de 1912. Participó en la Batalla de Jutlandia como parte de la Hochseeflotte (Flota de alta mar) en la Operación Albión en el Mar Báltico en septiembre-octubre de 1917 y en la Batalla de la Bahía de Heligoland en noviembre de 1917.
Tras el final de la Primera Guerra Mundial, fue internado con la flota de alta mar en Scapa Flow. El 21 de junio de 1919, su tripulación lo echó a pique junto con los demás buques de la flota alemana para evitar que fuera repartida entre los vencedores. El pecio fue reflotado y desguazado en Rosyth entre 1929 y 1937.